# デヴィッド・ギルモア (アルバム)
『デヴィッド・ギルモア』（David Gilmour）は、ピンク・フロイドのギタリストであるデヴィッド・ギルモアが1978年に発表したソロ・アルバム。全英17位、全米29位を記録。

## 概要
当時ピンク・フロイドのバンド活動は、1977年7月に『アニマルズ』のコンサートツアーが終了してから、実質的にストップしていた。リーダーのロジャー・ウォーターズがツアー終了後、フランスの田舎にこもって曲作りに励んでいたので、他のメンバーはおのおののソロ活動に力を入れることにした。
ギルモアはこのソロ・アルバムの制作に当たって、ピンク・フロイド加入以前に活動していたバンドのメンバーたちを呼び集めている。またロイ・ハーパーも、ギルモアと1曲共作している。レコーディングはフランスのスタジオで行われた。アルバムにはギルモアのギターを押し出したややハードなロックナンバーが収録されている。当時ギルモアは、ソロ・アルバムの制作は、ピンク・フロイドという完全主義に対する「解毒剤」のためであると語っている。
なお当時、このソロ・アルバムのためのツアーは行っていない。

## 収録曲
1. ミハリス  /  Mihalis（composed by David Gilmour）
2. ゼアーズ・ノー・ウェイ・アウト・オブ・ヒア  /  There's No Way Out of Here（composed by Ken Baker）
3. クライ・フロム・ザ・ストリート  /  Cry from the Street（composed by David Gilmour & Eric Stewart）
4. ソー・ファ-・アウェイ  /  So Far Away（composed by David Gilmour）
5. ショート・アンド・スウィート  /  Short and Sweet（composed by David Gilmour & Roy Harper）
6. レイズ・マイ・レント  /  Raise My Rent（composed by David Gilmour）
7. ノー・ウェイ  /  No Way（composed by David Gilmour）
8. デフィニトリー  /  Deafinitely（composed by David Gilmour）
9. アイ・キャント・プリーズ・エニモア  /  I Can't Breathe Anymore（composed by David Gilmour）

## 参加ミュージシャン
- デヴィッド・ギルモア（David Gilmour / lead-vocals, electric-guitars, acoustic-guitars, lapsteel-guitar⑦⑨, piano④, organ②③⑤⑥⑦⑧⑨, synthesizer⑦⑨, harmonica②）
- リック・ウィルス（Rick Wills / bass, vocals）
- ウィリー・ウィルソン（Willie Wilson / drums, percussion）
- ミック・ウィーヴァー（Mick Weaver / piano ④）
- カーリーナ・ウィリアムス（Carlena Williams / backing-vocals ②④）
- デビー・ドス（Debbie Doss / backing-vocals ②④）
- シャーリー・ローデン（Shirley Roden / backing-vocals ②④）